# 携帯電話俺
『携帯電話俺』（けいたいでんわおれ）は、水市恵による日本のライトノベル。イラストはなぽるが担当している。第1回小学館ライトノベル大賞ガガガ文庫部門佳作受賞作。ガガガ文庫（小学館）より2007年6月から2008年1月まで刊行された。

## ストーリー
11月のある朝、俺、藪沢大地の体は携帯電話になっていた。しかし人間の俺もちゃんと存在している。大学に連れられ、知り合いに助けを求めるものの、全く通じない。やっと話が通じるやつに会ったと思ったらそいつはザムと名乗るカブトムシだった。

## 登場人物
藪沢 大地（やぶさわ だいち）
自分の体を携帯電話にされた主人公。大学二年生で、テニスサークルに所属。その実力と人柄で、次期部長の最有力候補。
光山 冴子（みつやま さえこ）
サークルのマドンナ的存在。大地も密かに恋心を寄せる。テニスの腕前もいい。亜矢とは親友。
瀧村 亜矢（たきむら あや）
ボーイッシュな感じの女の子。遅刻魔で酒癖が悪いが、その明るい性格で皆から好かれている。冴子とは親友。実は大地のことが好き。
マリア・ポイントナー
大地の精神を携帯電話にコピーした魔術師。この実験によって、人類を大きく進化させようとしている。
ザム
話すことができるカブトムシ。小説の中にいる家族に仕送りをするために、毎日小銭拾いをしている。マリアから魔力を供給してもらうことで、壁をすり抜けることができる。
ミエ
ポイントナー家に仕えている家政婦。現在はマリアのもとで働いている。冴子と顔が瓜二つ。水晶玉を使って遠隔視を行える。
エリス・ポイントナー
マリアの姉。マリアの実験に強く反対しており、闘ってでも実験を止めようと考えている。「ラウム」という剣で、異世界に侵入することができる。
砂原知樹（さはら ともき）
魔術にも精通している科学者。自分の研究所にマリア達をかくまう。
風崎彰吾（かぜさき しょうご）
美保の兄。盗品売買で稼いでいる魔術師。物体を止める魔法を使う。主に美保のサポート役。
風崎美保（かぜさき みほ）
彰吾の妹。兄とともに盗賊をしている。高い身体能力を魔法で強化する。戦うことが好き。
トーマス・ポイントナー
マリアの父。3巻にて登場。

## 既刊一覧
- 水市恵（著） / なぽる（イラスト） 『携帯電話俺』 小学館〈ガガガ文庫〉、全3巻
  1. 2007年6月19日発売、ISBN 978-4-09-451011-9
  2. 2007年9月19日発売、ISBN 978-4-09-451028-7
  3. 2008年1月18日発売、ISBN 978-4-09-451048-5